# Mắt người
Mắt người là một cơ quan đáp ứng với ánh sáng và có nhiều chức năng khác nhau. Là một cơ quan cảm giác, mắt ở lớp thú tạo ra một điều kiện cần của thị giác. Các tế bào que và nón trong võng mạc cho phép sự cảm nhận ánh sáng và khả năng nhìn có ý thức bao gồm phân biệt màu sắc và cảm nhận về chiều sâu. Mắt người có thể phân biệt 10 triệu màu khác nhau và nhiều khả năng là có thể nhận biết một photon đơn lẻ.
Giống như mắt của các loài thú khác, các tế bào hạch thần kinh nhạy sáng không tạo ảnh ở võng mạc mắt người nhận tín hiệu ánh sáng để điều chỉnh kích thước đồng tử, sự điều tiết và kiềm chế hoócmôn melatonin và sự đồng bộ của đồng hồ sinh học cơ thể
Mắt người là một phần của não hình thành từ tuần thứ ba của phôi kỳ dưới dạng hai túi thị nguyên thủy, phát triển và lồi dần ra phía trước tạo thành võng mạc, thủy tinh thể và các thành phần hoàn chỉnh khác. Con người có khả năng dùng mắt để liên hệ, trao đổi thông tin với nhau thay lời nói. Trong văn học, mắt thường được gọi là cửa sổ tâm hồn.

## Mô tả cơ thể học

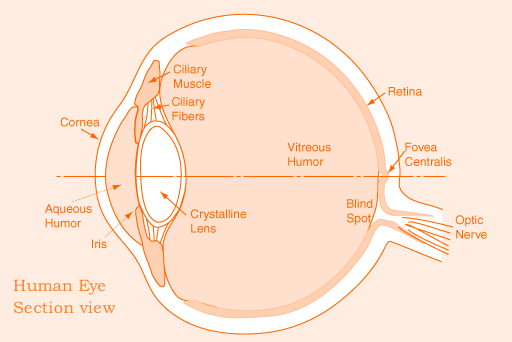
Cấu tạo giải phẫu học của mắt người: Chú thích: Ciliary: Cơ mắt, Muscle: Đường mật, Fibers: Sợi, Retina: Giác mạc, Vitreous Hurnor, Central pit: Võng mạc, Aqueous Humor: Hố trung tâm, Iris: Thủy dịch, Crystalline: Kết tinh, Lens: Ống kính, Blind Spot: Phao mù (điểm mù), Human Eye Section view: Thần kinh thị giác, Optic Nerve: Mống mắt.
(Blind Spot là điểm mù)

Mắt người nằm trong hai lỗ hốc hai bên sống mũi, trên có gò lông mày và trán, dưới giáp xương má. Màng mạc bọc xương của hốc mắt nối tiếp bên sau với màng cứng của não, bọc theo dai dây thần kinh thị giác. Bên ngoài có hai mí mắt khi nhắm lại che kín hốc mắt. Mí trên có lông mi dài cong, lông mi của mí dưới ít hơn và ngắn hơn. Bên trong hốc mắt có các tuyến nước mắt, các bắp thịt di chuyển mắt, trong cùng là các mô mỡ chêm đệm không cho mắt bị kéo vào phía sau bởi các bắp thịt.
Tròng mắt là một hình cầu, lớp củng mạc phía ngoài, màu trắng đục (tròng trắng), phía trước bọc bởi một lớp trong gọi là kết mạc. Giác mạc nối tiếp củng mạc lồi ra phía trước, trong suốt để lộ phía trong cầu mắt, tạo thành tròng đen. Bên sau giác mạc theo thứ tự từ ngoài vào trong là khối lỏng thủy dịch, vòng cơ mi (con ngươi), thủy tinh thể nằm trong trung tâm phía sau cơ mi, khối lỏng dịch thủy tinh, và sau cùng, lót phía trong cầu mắt là võng mạc, nơi ánh sáng tác động lên nhiều đầu dây thần kinh hình nón và hình gậy. Những dây thần kinh tụ lại tại một điểm ra phía sau cầu mắt theo dây thần kinh thị giác vào não. Vì điểm này của võng mạc không có dầu thần kinh đón nhận ánh sáng nên gọi là điểm mù. Ánh sáng đi qua thủy tinh thể hội tụ rõ nhất tại hoàng điểm (điểm vàng) trên võng mạc.

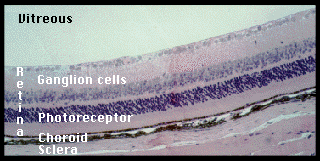

Cầu mắt di động nhờ sức kéo của 6 bắp thịt: 4 cơ trực - trên, dưới, ngoài, trong; 2 cơ chéo - trên và dưới. Hai cơ trực ngoài và trực trong chỉ đơn giản quay ra ngoài vào trong. Cơ trực trên quay cầu lên và chếch vào trong một chút, cơ chéo dưới, quay lên và ra ngoài một chút. Hai cơ này có tác động chung là đưa hướng nhìn lên (tác động ngoài-trong bị khử nhau). Tương tự, cơ trực dưới quay cầu xuống vào trong một chút, cơ chéo trên quay xuống và ra ngoài một chút. Hai cơ có tác động chung là nhìn xuống (Khi xét nghiệm hai cơ trực trên và dưới nên bảo bệnh nhân nhìn vào trong một chút để tránh tác động của hai cơ chéo. Tương tự, khi xét nghiệm hai cơ chéo trên và dưới nên bảo bệnh nhân nhìn ra ngoài một chút để tránh tác động của hai cơ trực).

## Vật lý quang học thị giác
|  | Hình ảnh bên ngoài được tiếp nhận vào mắt qua các tia sáng song song, khi đi qua thủy tinh thể hội tụ vào hố võng mạc.                         |
|  | Ở mắt cận thị, vì tinh thể quá dày (độ hội tụ quá cao) hoặc cầu mắt quá dài, điểm hội tụ nằm phía trước hố võng mạc, tạo hình ảnh mờ.          |
|  | Ngược lại, viễn thị là do tinh thể quá dẹp (độ hội tụ quá thấp) hoặc cầu mắt quá ngắn, điểm hội tụ nằm phía sau hố võng mạc, hình ảnh cũng mờ. |

## Hệ thống thần kinh thị giác
|  | Dây thần kinh của hai mắt chéo nhau tại một giao thoa hình chữ X, phía sau tuyến yên trước khi chạy dọc theo bao trong của não đến trung tâm thị giác trên thùy chẩm. Tín hiệu từ bộ phận nhận sáng nửa trong của võng mạc chạy chéo qua và phối hợp với tín hiệu của nửa ngoài võng mạc trong mắt bên kia. Do đó, triệu chứng thị giác có thể suy nghiệm ra trong các trường hợp sau: 1. Hoàn toàn mù một mắt: là do bất bình thường của một mắt hay một dây thần kinh mắt 2. Mù một nửa thị trường cùng bên: là do bất bình thường trong hệ thần kinh sau chỗ giao thoa. 3. Mù hai bên ngoài: là do bất bình thường trong hệ thần kinh tại vùng giao thoa. |

### Phản xạ của mắt

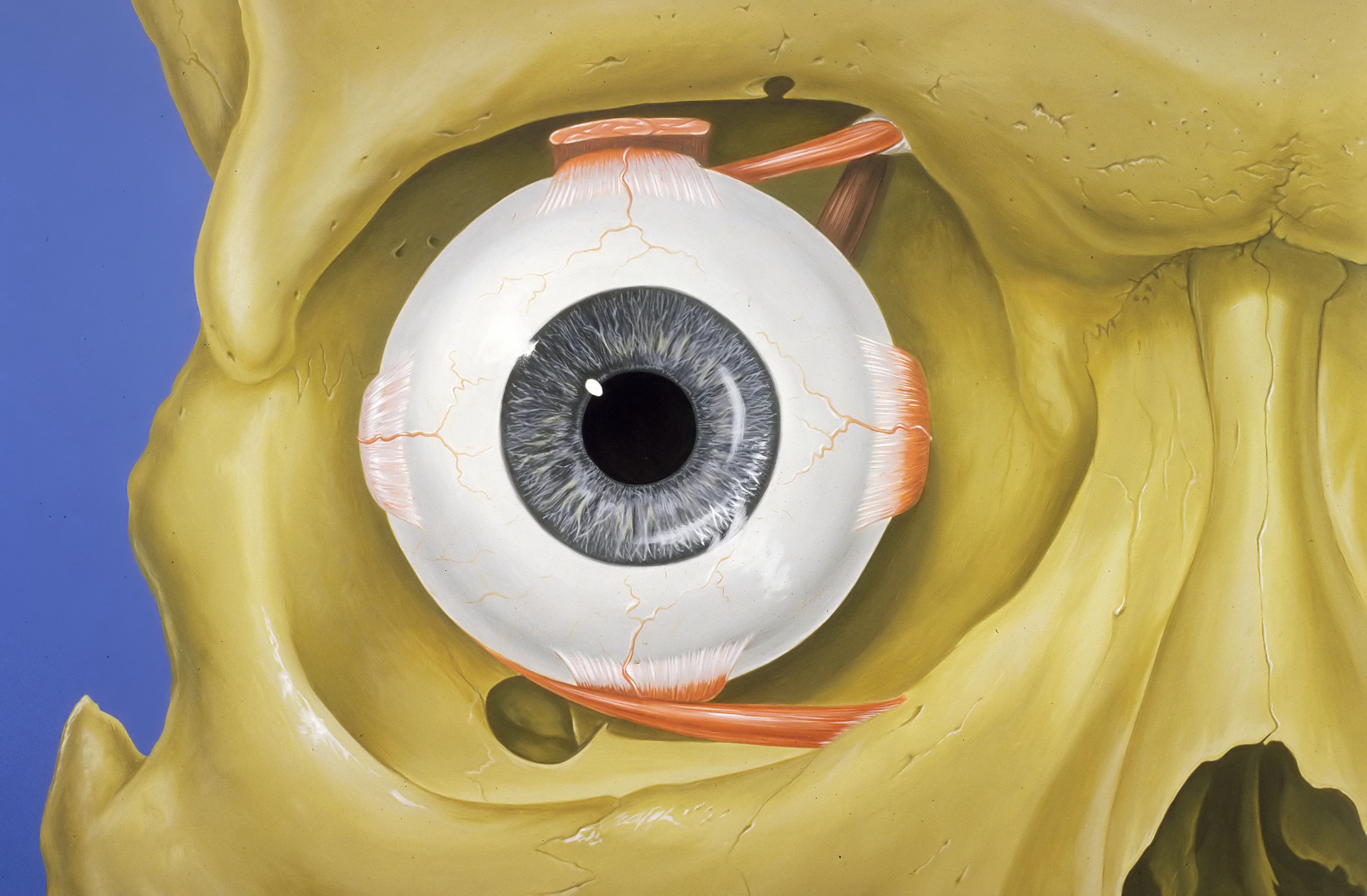
Giải phẫu học ổ mắt

Một số phản xạ của mắt dùng trong xét nghiệm lâm sàng:
1. Phản xạ ánh sáng - khi chiếu ánh sáng vào mắt, con ngươi thu nhỏ lại. Vòng phản xạ: ánh sáng chiếu vào bộ phận nhận sáng, chạy theo dây thần kinh thị giác (thần kinh sọ 2) vào nhân pretectal trong não giữa - sau đó chạy tắt (không qua trung tâm thị giác) vào nhân Edinger-Westphal - tiếp theo chạy trở ra dây thần kinh vận nhãn chung (thần kinh sọ 3), vào hạch thần kinh mi, chuyền vào làm co cơ mi - thu nhỏ con ngươi. Xem hoạt hình Lưu trữ ngày 13 tháng 2 năm 2006 tại Wayback Machine
2. Phản xạ điều tiết - khi nhìn theo vật từ xa đến gần, con ngươi thu nhỏ lại và thủy tinh thể dày lên tăng đo hội tụ.
3. Phản xạ mi - khi dùng bông gòn chạm nhẹ vào củng mạc, mi nhắm lại.

## Các biểu hiện ở mắt trong chẩn đoán lâm sàng
1. Giang mai - Con ngươi Argyll Robertson - ngươi nhỏ, còn phản xạ điều tiết nhưng mất phản xạ ánh sáng - do giang mai não bộ.
2. Rối loạn giáp trạng - tăng giáp làm mắt lộ, mí trên nhắm chậm; giảm giáp làm rụng phần ba lông mày bên ngoài, húp hai mí
3. Bệnh Wilson - vòng Kayser-Fleischer do chất đồng đọng trong màng Descemet của giác mạc
4. Vàng da - củng mạc ngả vàng rõ trước khi vàng da
5. Thiếu hồng cầu - kết mạc nhợt nhạt
6. Rối loạn mỡ máu - ban vàng quanh mắt
7. Hội chứng Horner - mí trên sụp, con ngươi nhỏ
8. Nháy mắt - Hiện tượng mắt mỏi, mắt yếu hoặc điềm báo vận mệnh

## Các bệnh về mắt
- Lé mắt
- Cận thị
- Viễn thị
- Mắt lão
- Mắt hột
- Mụt lẹo
- Cườm thủy tinh thể mắt
- Tăng nhãn áp
- Glôcôm
- Bệnh võng mạc
- Viêm giác mạc
- Quáng gà
- Loạn thị
- Mù màu
- Khiếm thị

## Chẩn học bằng Mống mắt
Khoa học mống mắt (tiếng Anh: Iridology) là ngành chẩn đoán chưa được y học công nhận, chẩn đoán bệnh dựa theo thay đổi về hình thái, màu sắc của mống mắt. Y sĩ ngành này chỉ chẩn khám nhưng không chữa trị, thường nhờ điều trị do y sĩ các ngành khác như y học tự nhiên. Y sĩ mống mắt hành nghề tại châu Âu, Anh quốc nhiều hơn tại Hoa Kỳ.

## Con mắt trong văn hóa xã hội
|  | Cổ văn Ai Cập                                                                          | Dấu ấn của Hoa Kỳ |
|  | Mắt của Horus hay Ra, thần Mặt Trời, tượng trưng cho quyền lực tiếng Anh: Eye of Horus | Mắt thượng đế hay Mắt thấy xa thấy mọi chuyện, chung quanh có hào quang và bao bọc trong hình tam giác đều. tiếng Anh:Eye of Providence |